# Story Makers
Story Makers – piąty album grupy muzycznej CF98, polskich przedstawicieli nurtu muzycznego pop punk. Wydawnictwo ukazało się w 2017 roku nakładem wytwórni Antena Krzyku. Jego premiera miała miejsce w Międzynarodowy Dzień Dziecka. Jest to trzeci z kolei anglojęzyczny album tego zespołu. Płytę promują utwory: "Small Town Heroes" i "Bigger Business". Na albumie znalazł się także cover amerykańskiej kapeli Ignite zatytułowany "Bleeding". Album został zarejestrowany w studiu Mustache Ministry w Warszawie na przełomie marca i kwietnia 2017 roku. W drugiej połowie 2017 roku za pośrednictwem wydawnictwa Sorry Hombre Records album ukazał się również na kasecie magnetofonowej w limitowanej edycji 50 sztuk w wersji z czarną i białą kasetą.

## Lista utworów
| 1.  | "Shit Will Surface" | 02:39 |
|     |                     |       |
| 2.  | "45"                | 03:13 |
|     |                     |       |
| 3.  | "Shortball"         | 00:38 |
|     |                     |       |
| 4.  | "Here Come..."      | 00:26 |
|     |                     |       |
| 5.  | "Small Town Heroes" | 03:09 |
|     |                     |       |
| 6.  | "Normal Behavior"   | 01:51 |
|     |                     |       |
| 7.  | "Bigger Business"   | 02:13 |
|     |                     |       |
| 8.  | "ASAP"              | 02:27 |
|     |                     |       |
| 9.  | "Story Makers"      | 03:24 |
|     |                     |       |
| 10. | "Whisky and Wine"   | 02:35 |
|     |                     |       |
| 11. | "Time"              | 03:03 |
|     |                     |       |
| 12. | "90's"              | 02:55 |
|     |                     |       |
| 13. | "Bleeding (Ignite)" | 02:04 |
|     |                     |       |
| 14. | "Earthquake"        | 02:54 |
|     |                     |       |
|     |                     | 33:31 |
|     |                     |       |

## Single
1. "Small Town Heroes" - 03:09
2. "Bigger Business" - 02:13

## Teledyski promujące album
1. "Small Town Heroes"[2]
2. "Normal Behavior"[3]

## Twórcy
- Karolina Duszkiewicz - śpiew
- Aleksander Domagalski - gitara, backing wokal
- Mateusz Poznański - gitara, backing wokal
- Michał Kurzyk - gitara basowa, backing wokal
- Adrian Majcherek - perkusja, backing wokal

## Realizacja
- Marcin Klimczak - nagranie, mix, mastering (Mustache Ministry Studio)